# Chli Bielenhorn
Chli Bielenhorn är en bergstopp i Schweiz.   Den ligger i kantonen Uri, i den centrala delen av landet, 80 km sydost om huvudstaden Bern. Toppen på Chli Bielenhorn är 2 940 meter över havet, eller 50 meter över den omgivande terrängen. Bredden vid basen är 0,22 km.
Terrängen runt Chli Bielenhorn är varierad. Trakten runt Chli Bielenhorn är nära nog obefolkad, med mindre än två invånare per kvadratkilometer.. Närmaste större samhälle är Airolo, 15,4 km sydost om Chli Bielenhorn. 
Trakten runt Chli Bielenhorn består i huvudsak av gräsmarker.